# Алістер Браунлі
Алістер Браунлі  (англ. Alistair Brownlee, 23 квітня 1988) — британський триатлоніст, олімпійський чемпіон. Дворазовий чемпіон світу (2009, 2011). Брат бронзового олімпійського медаліста з триатлону Джонатана Браунлі.

## Кар'єра в триатлоні
Браунлі представляв Великобританію на літніх Олімпійських іграх 2008 року в змаганнях з триатлону, де зайняв 12-е місце. Протягом сезону 2008 року його найкращим результатом на Кубку світу було 3-е місце в Мадриді. Також ще до 23 років він виграв Чемпіонат світу.
Він переміг у Світовій серії з триатлону 2009 року (ITU), вигравши всі п'ять змагань цієї серії, у яких він брав участь. Він здобув перемогу в Мадриді, Вашингтоні, Кіцбюелі та Лондоні, перш ніж виграти Гранд-фінал сезону 2009 року, який відбувся на Золотому узбережжі Австралії 12 вересня, і таким чином став першою людиною, яка виграла титули Світової серії з триатлону серед юніорів.
Під час міжсезоння у 2010 році Браунлі отримав перелом стегнової кістки й не зміг повернутися до змагань до червня. Тож це зробило захист його титулу ITU майже неможливим. Однак, він повертається до змагального триатлону з переконливою перемогою в Мадриді, а через місяць — здобуває титул у Чемпіонаті Європи з триатлону. Падіння від виснаження на лондонських перегонах наприкінці липня означало, що, попри перемогу у фінальних перегонах серії ITU 2010 року в Будапешті, Браунлі ще не повернувся до попередньої форми. Він програв свій титул чемпіона світу Хав'єру Гомесу.
У квітневому заході відкриття сезону чемпіонату ITU 2011 року в Сіднеї Браунлі сильно впав, перебуваючи в лідерських позиціях, що принесло раннє розчарування та фініш на 29-му місці. Це протиставлялося видатному успіху, коли лише за двадцять один день у червні 2011 року він переконливо переміг у двох наступних змаганнях серії ITU (у Мадриді та Кіцбюелі). Тож він успішно захистив свій титул чемпіона Європи з триатлону в Понтеведра у 2011 році та поділив п'єдестал зі своїм братом Джонатаном, який завоював срібну медаль. Алістер виграв титул чемпіона світу ITU 2011 року після перемоги у Великому фіналі в Пекіні та золотої медалі на Олімпіаді в Лондоні 2012 року, де його брат узяв бронзову медаль.
Браунлі виграв триатлон Ігор Співдружності у 2014 році, де його брат Джонатан здобув срібну медаль. Браунлі також отримав золото на Іграх Співдружності 2014 року в командній естафеті змішаного триатлону разом із братом Джонатаном, Вікі Голланд і Джоді Стімпсон.
Під час фінального забігу Всесвітньої серії триатлону 2016 року в Косумелі, Мексика, його брат Джонатан спершу лідирував. Однак, коли вони прямували до останнього кілометра бігу на 10 км, почав потім спека та виснаження взяли гору. А втім, Алістер відмовився від власного шансу виграти перегони, натомість вирішивши допомогти своєму братові перейти лінію фінішу. Він підштовхнув брата до другого місця і сам зайняв третє місце. Південноафриканець Анрі Шоман, який виграв бронзу позаду Браунлі в Ріо, обігнав братів Браунлі, щоб виграти перегони.
Браунлі дебютував на довгій дистанції в триатлоні Моган-Гран-Канарія у квітні 2017 року, в якому він виграв із часом 4:03:09, фінішувавши на вісім хвилин швидше за друге місце. Наступного місяця він здобув ще одну перемогу, коли тріумфував на чемпіонаті Північної Америки Ironman 70.3 у Сент-Джорджі, штат Юта, що забезпечило йому місце на чемпіонаті світу Ironman 70.3 у вересні 2017 року.

## Виступи на Олімпіадах
| Олімпіада   | Дисципліна | Місце |
| ----------- | ---------- | ----- |
| Пекін 2008  | Триатлон   | 12    |
| Лондон 2012 | Триатлон   | 1     |
| Ріо 2016    | Триатлон   | 1     |
|             |            |       |